# عدم استقرار الصفائح الجليدية البحرية

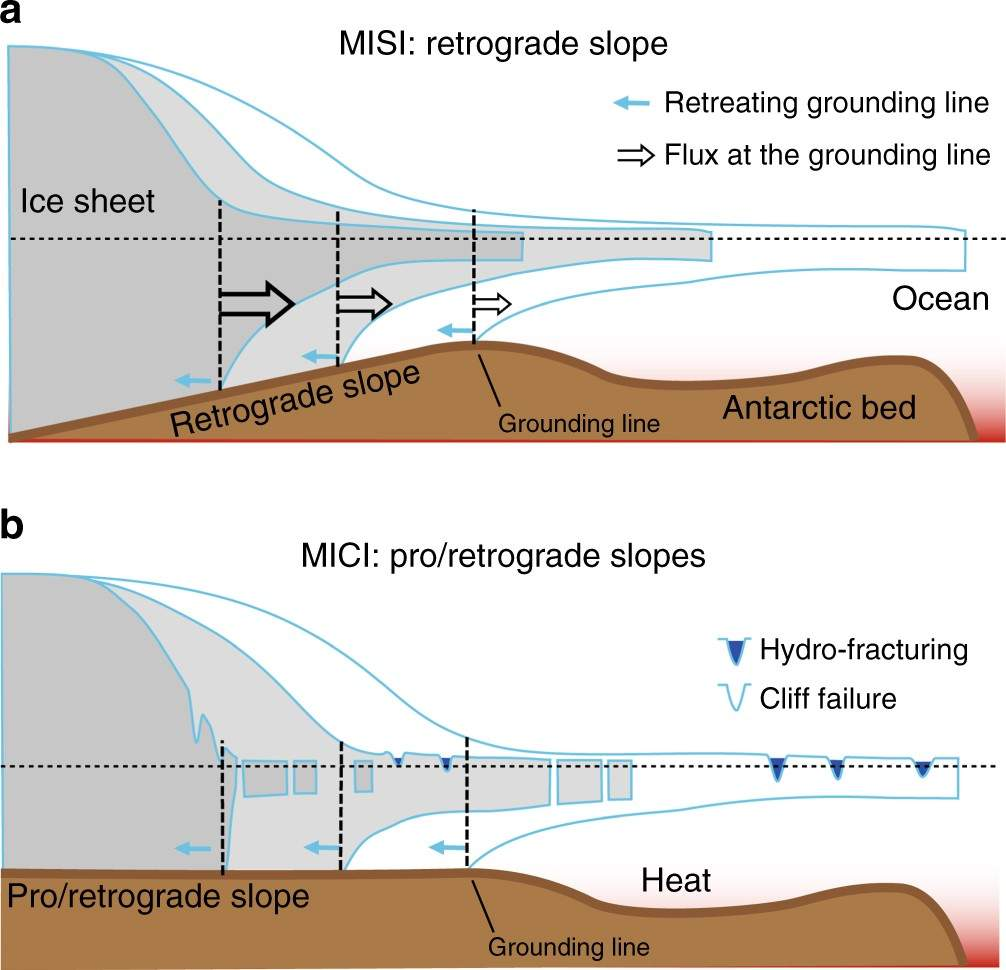
تقنيات MISI وMICI في عام 2018: تطور استراتيجيات التأقلم مع تأثيرات التغير المناخي

يصف مصطلح عدم استقرار الصفائح الجليدية البحرية إمكانية زعزعة استقرار الصفائح الجليدية الموجودة تحت مستوى سطح البحر بطريقة انفلات. اقترحت الآلية لأول مرة في سبعينيات القرن العشرين، وسرعان ما عرفت بوصفها وسيلة يمكن بواسطتها للاحترار الناشئ عن الأنشطة البشرية ولو كان تدريجيًّا أن يؤدي إلى ارتفاع مستوى سطح البحر بشكل سريع نسبيًّا. كل من الصفيحة الجليدية لغرب القارة القطبية الجنوبية، وحوض أورورا تحت الجليدي، وحوض ويلكيس في القارة الجنوبية القطبية تحت مستوى سطح البحر وهي عرضة جميعها بشكل طبيعي لظاهرة عدم استقرار الصفائح الجليدية البحرية.

## خلفية عامة
يصف مصطلح صفيحة جليدية بحرية الصفائح الجليدية التي ترتكز قاعدتها على الأرض دون مستوى سطح البحر، ويصف عدم استقرار الصفائح الجليدية البحرية الطبيعة المؤقتة أو العابرة المتأصلة في الصفائح الجليدية البحرية بسبب مبدأ دافعة أرخميدس. بما أن مياه البحر أعلى كثافةً من الجليد، فإن شرط استقرار الصفائح الجليدية هو أن يكون الجليد سميكًا بما يكفي لتتجاوز كتلته كتلة مياه البحر التي يزيحها الجليد. بكلمات أخرى: أينما وجد الجليد تحت مستوى سطح البحر، فإن ما يثبته في مكانه هو فقط وزن الجليد فوقه. مع ذوبان الصفائح الجليدية البحرية، ينخفض وزن الجليد فوقها. إذا نتج عن الذوبان انخفاض السماكة إلى ما دون حد حرج، فإن الجليد العلوي قد لا يظل ثقيلًا بما يكفي لمنع الجليد تحت البحري دونه من الارتفاع عن الأرض، ما يسمح للمياه بالتدفق من الأسفل.
موقع خط الأرض، والحد بين الصفيحة الجليدية، ورفوف الجليد الطافية كلها غير مستقرة في هذه الحالة. كمية الجليد المتدفق فوق خط الأرض يطابق في البداية إنتاج الجليد من تيار الثلج المعاكس. عند دفع خط الأرض إلى الخلف، بسبب ذوبانه نتيجة المياه الدافئة على سبيل المثال، فإن الصفيحة الجليدية تكون أسمك في الموقع الجديد لخط الأرض وقد تزداد الكمية الكلية للجليد المتدفق، (يعتمد هذا على انحناء السطح التحهوائي). مع تسبب هذا بفقدان الصفيحة الجليدية للكتلة، يدفع خط الأرض إلى الخلف أكثر، وهذه الآلية التي تعزز نفسها هي سبب عدم الاستقرار. سارعت الصفائح الجليدية من هذا النوع تراجع صفائح الجليد.
إذا توخينا الدقة، فإن نظرية عدم استقرار الصفائح الجليدية لا تصلح إلا إذا كانت الرفوف الجليدية حرة الطفو ولا تحدها خلجان.
قد ينتج الاضطراب الأولي لخط الأرض أو صد خط الأرض عن ارتفاع درجات حرارة المياه عند قاعدة الرفوف الجليدية بحيث يزداد الذوبان (الذوبان القاعدي). يصبح أثر الدعم (الإجهاد الخلفي) لرفوف الجليد التي كانت تسبب استقرار الصفائح الجليدية أقل بعد أن انخفضت سماكتها.

### عدم استقرار الجرف الجليدي البحري
تفترض عملية ذات صلة بعدم استقرار الصفائح الجليدية البحرية تدعى عدم استقرار الجرف الجليدي البحري أنه بسبب الخواص الفيزيائية للجليد، فإن جروف الجليد التحهوائية التي يتجاوز ارتفاعها نحو 90 مترًا أكثر عرضةً للانهيار تحت تأثير ثقلها الذاتي، ويمكنها أن تؤدي إلى تراجع صفائح جليدية بانفلاتها بطريقة مشابهة لطريقة عدم استقرار الصفائح الجليدية البحرية. في حالة صفيحة جليدية تتكئ على الأرض تحت سطح البحر بشكل منحنٍ باتجاه اليابسة، تزيل انهيارات الجروف الجليدية الجليد المحيط، ما يترك حينها جروفًا أطول وأقل استقرارًا عرضةً للهواء، ويطيل دورة انهيار الجبهة الجليدية وتراجع الجليد لمدة أكبر. يمكن لذوبان السطح أن يزيد أكثر عدم استقرار الصفائح الجليدية البحرية عن طريق الكسر المائي وتشكل البحيرات.